# Pam Beesly
Pam Beesly, all'anagrafe Pamela, è un personaggio della serie tv The Office.

## Biografia del personaggio
Pam Beesly è la segretaria della Dunder Mifflin. Ha un carattere timido e cordiale. Acconsente a qualsiasi richiesta, anche la più banale, di Michael Scott. Col tempo, però, i due diventano amici, tanto da fondare insieme (nella stagione quinta) una propria compagnia, la Michael Scott Paper Company. È qui, infatti, che Pam cambia lavoro e diventa venditrice a tutti gli effetti. 
Ha una relazione iniziale con Roy, un addetto magazziniere. Successivamente, la ragazza si innamora di Jim Halpert. I due si sposano nella sesta stagione e avranno figli. 
La vera passione di Pam è il disegno. Frequenta un istituto artistico per poi aprire una galleria personale a Austin, dove si trasferirà insieme a suo marito, nella stagione finale. 
È un'ottima giocatrice di pallavolo e ama fare scherzi a Dwight Schrute in compagnia di Jim.